# Оцеляването на мъртвите
„Оцеляването на мъртвите“ (на английски: Survival of the Dead) е американски филм на ужасите от 2009 г. Премиерата му е на 9 септември 2009 г. на международния филмов фестивал във Венеция.

## Сюжет
Внимание:  Текстът по-долу разкрива сюжета на произведението (или части от него)!
Филмът проследява действията на бившия полковник и настоящ сержант „Никотин“ Крокет, който след неуспешна мисия напуска поста си с Кени, Франциско и Томбой и се заселва на остров, управляван от две семейства.

## Актьорски състав
- Алън Ван Спренг – Полковник „Никотин“ Крокет
- Кенет Уелш – Патрик О'Флин
- Кейтлин Мънро – Джанет О'Флин
- Ричард Фицпатрик – Шеймъс Мълдуун
- Атина Карканис – Томбой
- Стефано Ди Матео – Франциско